# Diócesis de Hakha
La diócesis de Hakha (en latín: Dioecesis Hakhanensis y en birmano: ဟားခါးသာသနာ) es una circunscripción eclesiástica de la Iglesia católica en Birmania. Se trata de una diócesis latina, sufragánea de la arquidiócesis de Mandalay. Desde el 19 de octubre de 2013 su obispo es Lucius Hre Kung.

## Territorio y organización
La diócesis tiene 10 357 km² y extiende su jurisdicción sobre los fieles católicos de rito latino residentes en parte del estado Chin y la parte septentrional de la región de Sagaing.
La sede de la diócesis se encuentra en la ciudad de Hakha, en donde se halla la Catedral de José.
En 2025 en la diócesis existían 29 parroquias.

## Historia
La diócesis fue erigida el 21 de noviembre de 1992 obteniendo el territorio de la arquidiócesis de Mandalay.
El 22 de mayo de 2010 cedió una parte de su territorio para la erección de la diócesis de Kalay mediante la bula Ad aptius fovendum del papa Benedicto XVI.
El 23 de enero de 2025 cedió otra porción de su territorio (distrito de Mindat en el estado Chin y parte de la región de Magway) para la erección de la diócesis de Mindat por el papa Francisco.

## Estadísticas
Según el Boletín diario de la Santa Sede de 25 de enero de 2025 la diócesis tenía en ese momento un total de 21 073 fieles bautizados, 31 seminaristas menores y 9 mayores, 4 congregaciones religiosas, 17 comunidades religiosas y 133 catequistas.
| Año                                                                             | Población            | Población | Población      | Sacerdotes | Sacerdotes    | Sacerdotes    | Bautizados por sacerdote | Diáconos permanentes | Religiosos | Religiosos | Parroquias |
| Año                                                                             | Bautizados católicos | Total     | % de católicos | Total      | Clero secular | Clero regular | Bautizados por sacerdote | Diáconos permanentes | Varones    | Mujeres    | Parroquias |
| ------------------------------------------------------------------------------- | -------------------- | --------- | -------------- | ---------- | ------------- | ------------- | ------------------------ | -------------------- | ---------- | ---------- | ---------- |
| 1999                                                                            | 69 000               | 1 117 708 | 6.2            | 28         | 28            |               | 2464                     |                      | 2          | 48         | 25         |
| 2000                                                                            | 67 535               | 1 168 257 | 5.8            | 30         | 30            |               | 2251                     |                      | 4          | 48         | 25         |
| 2001                                                                            | 71 904               | 879 655   | 8.2            | 28         | 28            |               | 2568                     |                      | 4          | 48         | 25         |
| 2002                                                                            | 74 866               | 923 637   | 8.1            | 34         | 34            |               | 2201                     |                      | 4          | 74         | 24         |
| 2003                                                                            | 75 234               | 969 818   | 7.8            | 43         | 43            |               | 1749                     |                      | 4          | 93         | 24         |
| 2004                                                                            | 76 867               | 1 016 179 | 7.6            | 47         | 47            |               | 1635                     |                      | 4          | 114        | 26         |
| 2006                                                                            | 84 453               | 1 121 718 | 7.5            | 46         | 46            |               | 1835                     |                      | 4          | 166        | 28         |
| 2010                                                                            | 31 624               | 485 247   | 6.5            | 44         | 44            |               | 718                      |                      |            | 56         | 31         |
| 2013                                                                            | 32 395               | 721 527   | 4.5            | 52         | 50            | 2             | 622                      |                      | 4          | 83         | 38         |
| 2016                                                                            | 33 479               | 722 000   | 4.6            | 54         | 52            | 2             | 619                      |                      | 15         | 87         | 40         |
| 2019                                                                            | 36 054               | 724 480   | 5.0            | 63         | 63            |               | 572                      |                      | 13         | 88         | 40         |
| 2021                                                                            | 36 485               | 699 062   | 5.2            | 65         | 65            |               | 561                      |                      | 11         | 92         | 48         |
| 2023                                                                            | 35 467               | 627 968   | 5.6            | 87         | 87            |               | 408                      |                      | 3          | 83         | 52         |
| 2025                                                                            | 21 073               | 269 102   | 5.6            | 39         | 39            |               | 408                      |                      |            | 52         | 29         |
| Fuente: Catholic-Hierarchy, que a su vez toma los datos del Anuario Pontificio. |                      |           |                |            |               |               |                          |                      |            |            |            |

## Episcopologio
- Nicholas Mang Thang (21 de noviembre de 1992-30 de noviembre de 2011 nombrado arzobispo coadjutor de Mandalay)
- Lucius Hre Kung, desde el 19 de octubre de 2013